# Nicole Michael
Pour les articles homonymes, voir Michael.
 Nicole Michael, née le 26 juin 1987 à New York, est une joueuse de basket-ball américaine évoluant au poste d’ailière. 

## Biographie
Sortie de l’université de Syracuse en 2010 sans être draftée, elle dispute les championnats espagnol (14,4 points en Eurocoupe avec Gran Canaria), italien, polonais et cubain. Cette ailière forte joue en 2013-2014 en Ukraine avec le Dynamo Kiev pour 16,9 points (51,9% à deux points), 9,3 rebonds et 2,7 passes décisives avant de signer en mai 2014 pour Toulouse.
Après une saison en France avec des statistiques de 8,6 points et 4,6 rebonds de moyenne, elle s'engage pour 2015-2016 avec le club polonais du CCC Polkowice.

## Clubs
- 2006-2010 :  Université de Syracuse (NCAA)
- 2010-2011 :  CB Islas Canarias
- 2013-2014 :  Dynamo Kiev
- 2014-2015 :  Toulouse Métropole Basket
- 2015- :  CCC Polkowice